# Desaparición de Susan Smalley y Stacie Madison
Susan Renee Smalley (Texas, 19 de septiembre de 1969) y Stacie Elisabeth Madison (Texas, 17 de junio de 1970) eran dos jóvenes estadounidenses oriundas de Carrollton (Texas), que desaparecieron en la mañana del 20 de marzo de 1988.

## Desaparición
Stacie Madison (17 años) trabajaba como recepcionista y tenía planes de estudiar empresariales en la Universidad del Norte de Texas. La noche del 19 de marzo de 1988, su buena amiga, Susan Smalley (18 años), se quedó a dormir en su casa. Las dos salieron de casa juntas durante un rato en el Ford Mustang descapotable de 1967 de Madison, un coche que estaba pintado con los colores emblemáticos de su instituto y que la joven había comprado recientemente con los ingresos de sus dos trabajos. Más tarde, las chicas fueron vistas intentando comprar alcohol en un 7-Eleven, pero el dependiente no se lo vendió al ser menores de 21 años, edad mínima reglada por ley para la compra de bebidas alcohólicas y tabaco.
Madison y Smalley volvieron a casa, donde Madison telefoneó a una amiga alrededor de la medianoche. Las chicas volvieron a salir de la casa poco después de realizar dicha llamada, y ya no se vio el coche de Madison aparcado delante del domicilio. La última vez que alguien vio a las dos, estaban en The Steak and Ale, el mismo restaurante donde Smalley trabajaba como camarera. Un empleado del establecimiento dijo a los investigadores que Smalley había estado hablando con otra compañera de trabajo mientras Madison la esperaba en el coche aparcado.
A la mañana siguiente se denunció la desaparición de Smalley y Madison. El Mustang que habían conducido la noche anterior fue hallado abandonado en el aparcamiento de un centro comercial de Dallas, junto con los efectos personales de ambas chicas en su interior. La última vez que se la vio, Madison vestía pantalones blancos de algodón y una sudadera blanca de manga larga con un logotipo de color rosa, y zapatillas de tenis naranjas y blancas; Smalley llevaba un jersey blanco y unos vaqueros azules y tenía también un bolso bandolera de color azul marino con ribetes camel.

## Investigación
Varios meses después de la desaparición de las dos amigas, el último novio de Smalley confesó a una chica con la que salía que había matado a Smalley y Madison por su propia mano y luego había arrojado sus cadáveres en un cementerio local. Después de que esta chica lo comunicara a la policía, el novio de Smalley se sometió al polígrafo y lo superó. Posteriormente se trasladó a Florida, pasando de una ciudad a otra de ese estado durante más de una década y sin que los intentos de ponerse en contacto con él tuvieran éxito. A falta de mejores pistas que seguir en el caso, los detectives consultaron una vez a una vidente, a la que dijeron que las niñas habían sido asesinadas por un hombre blanco, rubio y con gafas, de entre 28 y 34 años, que las había abandonado cerca del lago Grapevine. Sin embargo, en una búsqueda realizada en esa zona no se encontró nada de valor. El caso de Susan Smalley y Stacie Madison sigue activo.
En 2009, Shawn Sutherland, que creció en Carrollton y tenía veinticuatro años cuando las chicas desaparecieron misteriosamente, autopublicó un libro titulado This Night Wounds Time: The Mysterious Disappearances of Stacie Madison and Susan Smalle. Según el sargento Joel Payne, detective jefe de la policía de Carrollton, el libro hizo que la investigación se renovara "empezando desde cero" no solo en Carrollton, sino también en el condado de Denton, al que pertenece.